# Lerista speciosa
Espèce
Lerista speciosa est une espèce de sauriens de la famille des Scincidae.

## Répartition
Cette espèce est endémique du Nord de l'Australie-Méridionale en Australie.

## Publication originale
- Storr, 1990 : Revision of Lerista terdigitata (Lacertilia: Scincidae). Records of the Western Australian Museum, vol. 14, no 4, p. 547-552 (texte intégral).